# Parque Empresarial Avenida de América 115
El Parque Empresarial Avenida de América 115 en un parque empresarial de la ciudad de Madrid, sede de Vodafone España desde 2014.

## Historia y características
Situado en el número 115 de la avenida de América en la intersección con la M-40 (distrito de Barajas), su construcción fue iniciada por la empresa Reyal Urbis en 2007 sobre unos terrenos en los que hasta 2004 se alzaba la sede de Casbega, una embotelladora de Coca-Cola; todavía sin finalizar fue traspasado en 2010 a Solvia, filial inmobiliaria del Banco Sabadell; posteriormente fue vendido a London & Regional Properties en 2014.
Su aspecto actual tiene su origen en un proceso de reforma de la estructura preexistente tras alquilar Vodafone el complejo en 2013. Dicha obra, ejecutada por la empresa Tetris Arquitectura, se realizó entre octubre de 2013 y febrero de 2014. Cuenta con 7 plantas y 5 volúmenes independientes situados en torno a un patio o plaza central.